# Arthur Spjuth
Carl Gerhard Arthur Spjuth, född 1 maj 1904 i Stockholm, död 20 oktober 1989 i Oscars församling i Stockholm, var en svensk regissör, producent, inspicient och manusförfattare.
Spjuth är gravsatt i minneslunden på Skogskyrkogården i Stockholm.

## Regi
- 1947 – Bohus Bataljon
- 1950 – Södrans revy
- 1950 – När Bengt och Anders bytte hustrur
- 1957 – Gårdarna runt sjön
- 1958 – Vi på Väddö

## Manus
- 1947 – Bohus Bataljon
- 1947 – Sången om Stockholm
- 1950 – När Bengt och Anders bytte hustrur
- 1952 – Klasskamrater
- 1955 – Älskling på vågen
- 1957 – Gårdarna runt sjön
- 1957 – Mamma tar semester
- 1958 – Vi på Väddö

## Producent
- 1939 – Efterlyst
- 1940 – Hjältar i gult och blått
- 1942 – Himlaspelet
- 1943 – Lille Napoleon
- 1943 – Tåg 56
- 1944 – Släkten är bäst
- 1945 – Tre söner gick till flyget
- 1947 – Bohus Bataljon
- 1947 – Sången om Stockholm
- 1948 – Kärlek, solsken och sång
- 1949 – Skolka skolan
- 1950 – Frökens första barn
- 1951 – Puck heter jag
- 1952 – En fästman i taget
- 1957 – Gårdarna runt sjön

### Fotnoter
1. 1 2  ČSFD person-ID: 467316, läst: 9 oktober 2017.[källa från Wikidata]
2. ↑  ”Arthur Spjuth på SFDb”. Svensk filmdatabas. http://www.sfi.se/sv/svensk-filmdatabas/Item/?type=PERSON&itemid=60376. Läst 27 november 2012.
3. ↑  SvenskaGravar